# قطارات دوكلاندز الخفيفة

شعار قطارات دوكلاندز الخفيفة.

قطارات دوكلاندز الخفيفة المعروفة بالرموز DLR هو نظام مواصلات مترو لمنطقة الدوكلاندز في لندن.

## المصدر
- معلومات باللغة العربية - هيئة النقل في لندن